# John Mbinda
John Mbinda C.S.Sp. (ur. 5 maja 1973 w Machakos) – kenijski duchowny katolicki, biskup Lodwar od 2022.

## Życiorys
Święcenia kapłańskie otrzymał 18 maja 2002 w zgromadzeniu duchaczy. Przez kilkanaście lat pracował w zakonnych misjach i parafiach. W latach 2015–2021 kierował kenijsko-południowosudańską prowncją zakonną.
4 kwietnia 2022 papież Franciszek mianował go ordynariuszem diecezji Lodwar. Sakry udzielił mu 4 czerwca 2022 nuncjusz apostolski w Kenii – arcybiskup Hubertus van Megen.